# Roman Rypson
Roman Rypson (ur. 16 lutego 1899 w Jedlnie, zm. 28 kwietnia 1953 w Warszawie) – podpułkownik pilot Wojska Polskiego, ofiara represji stalinowskich.

## Życiorys
Był synem Szczepana Rypsona i Konstancji z domu Pawlikowska. Rodzina ze strony ojca miała niemieckie korzenie i pochodziła z pogranicza Badenii i Palatynatu Reńskiego. Już w okresie powstania styczniowego uległa szybkiej polonizacji. Uczęszczał do prywatnego progimnazjum w Radomsku, a następnie prywatnych gimnazjów w Częstochowie i Radomsku. 
Od 1917 r. działał w Polskiej Organizacji Wojskowej. Zorganizował trzy sekcje POW w okolicy Radomska, samemu działając w plutonie, który rozbrajał Niemców w Radomsku i okolicach. Na początku listopada 1918 r. wraz ze swoimi 40 podkomendnymi wstąpił na ochotnika do odrodzonego Wojska Polskiego. Służył w 1 szwadronie 1 pułku ułanów krechowieckich. Jako ułan walczył z Ukraińcami pod Gródkiem Jagiellońskim, Przemyślem, Lwowem, Łuckiem, Dunajowem. Po zawarciu rozejmu wraz z pułkiem został przerzucony do Ciechocinka i rozpoczął kampanię przejmowania z rąk niemieckich Pomorza Gdańskiego i Kaszub, zakończoną zaślubinami z morzem nad Zatoką Pucką. 
W 1920 r. wraz z 1 pułkiem ułanów krechowieckich walczył z bolszewikami na froncie wołyńskim docierając do Białej Cerkwi nad Dnieprem. Podczas odwrotu walczył z 1 Armią Konną. Podczas ofensywy w sierpniu 1920 r. walczył w rejonie Zamościa, nad Bugiem i na Wołyniu. 
Po wojnie ukończył Szkołę Podchorążych Piechoty w Warszawie w stopniu podporucznika. Otrzymał przydział do kadry szwadronu zapasowego 3 dywizjonu taborów w Grodnie, w której został dowódcą plutonu a następnie szwadronu. 3 maja 1922 roku został zweryfikowany w stopniu podporucznika ze starszeństwem z dniem 1 lutego 1920 roku i 62. lokatą w korpusie oficerów taborowych. 15 września 1923 roku został „odkomenderowany w charakterze ucznia” do Szkoły Pilotów w Bydgoszczy. We wrześniu 1924 został przeniesiony z korpusu oficerów taborowych do korpusu oficerów aeronautycznych z równoczesnym wcieleniem do 4 pułku lotniczego i przydziałem do Wyższej Szkoły Pilotów na stanowisko oficera ewidencji materiałowej.
Do 1931 r. był instruktorem pilotażu w Wyższej Szkole Pilotów w Grudziądzu (przemianowanej wkrótce na Oficerską Szkołę Lotniczą i przeniesionej do Dęblina), następnie powrócił do Grudziądza, gdzie pełnił różne funkcje lotnicze. W 1933 r. dowodził 41 eskadrą liniową, plutonem w 43 eskadrze towarzyszącej, od 1934 r. w stopniu kapitana zastępca dowódcy dywizjonu. Od 1 września 1937 roku do 21 marca 1938 roku był dowódcą 43 eskadry towarzyszącej. dowódca II dywizjonu towarzyszącego w ramach Korpusu Interwencyjnego przygotowującego się do wkroczenia do Wolnego Miasta Gdańska. Aktywnie włączył się do zbiórki środków na Fundusz Ligi Obrony Powietrznej i Przeciwgazowej.
W kampanii wrześniowej 1939 roku dowodził 46 eskadrą obserwacyjną. W ostatnich dniach sierpnia do jego eskadry włączono kadrę i sprzęt rozwiązanej 49 eskadry. Przejściowo pełnił obowiązki szefa sztabu dla 43 i 46 eskadry. Po bitwie nad Bzurą wraz z resztkami lotnictwa Armii „Pomorze” przedzierał się w kierunku Warszawy. Z resztek lotnictwa zorganizował eskadrę kombinowaną, którą dowodził w ostatnich dniach obrony Warszawy. Dwukrotnie dostał się do niewoli niemieckiej z której zbiegł. Po kapitulacji przebywał w kilku oflagach: Elsterhorst, Rottenberg IC, XIB Braunschweig. Najdłużej (do 31 stycznia 1945 roku) przebywał w Oflagu II C Woldenberg, w którym zorganizował wykłady z zakresu taktyki lotniczej. 
W 1945 r. przyjechał do Torunia, gdzie początkowo pracował w instytucjach cywilnych. Następnie wstąpił do LWP. Został szefem sztabu w 15 zapasowym pułku lotniczym w Radomiu. Od marca 1946 r. był wykładowcą w Oficerskiej Szkole Lotniczej w Dęblinie. W 1947 r. został przeniesiony do Wydziału Planowania Dowództwa Wojsk Lotniczych jako kierownik sekcji przemysłowej. Był współtwórcą koncepcji rozwoju przemysłu lotniczego i jego odbudowy. Następnie został zastępcą szefa, a wkrótce szefem Wydziału Planowania DWL. 
2 czerwca 1952 r. przeniesiono go do rezerwy jako przedwojennego oficera, politycznie nie wzbudzającego zaufania. Następnego dnia został aresztowany. Wiązano go ze sprawą jego poprzedniego przełożonego i zarazem poprzednika na stanowisku płk. Stanisława Żymierskiego, brata Michała marszałka Polski. Po wymuszonych i obciążający go zeznaniach płk. Bernarda Adameckiego, wraz z Zygmuntem Sokołowskim, mjr. Konstantym Sabiłło i mjr. Romanem Kurkiewiczem w drugim procesie kadry kierownictwa lotnictwa, po brutalnym śledztwie 15 października 1952 r., został postawiony przed sądem i skazany na śmierć. Stracono go 28 kwietnia 1953 r. w więzieniu mokotowskim. Pochowany na cmentarzu Powązki Wojskowe w Warszawie (kwatera A30-2 półkole-12). Jego symboliczny grób znajduje się na Cmentarzu Wojskowym na Powązkach w Warszawie w Kwaterze „Na Łączce”. 

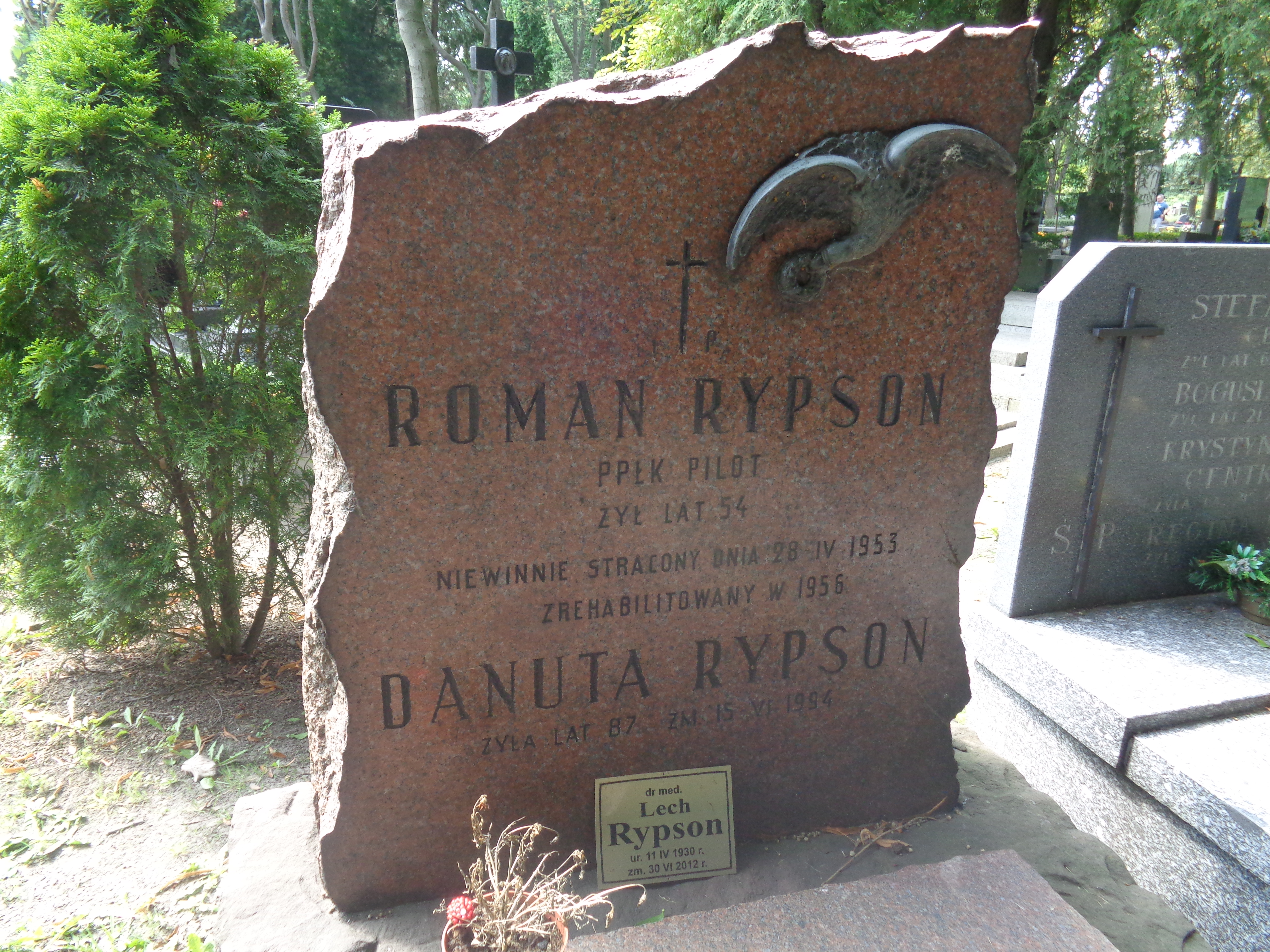
Grób symboliczny Romana Rypsona na Cmentarzu Wojskowym na Powązkach

Ożeniony był z Danutą, córką Emanuela Doleżycha, działacza niepodległościowego na Ziemi Chełmińskiej i Zofii z Golskich herbu Rola. Jego jedyny syn Lech (ps. „Sten” 1930–2012) walczył w czasie powstania warszawskiego jako łącznik w Szarych Szeregach w oddziale Harcerskiej Poczty Polowej Mokotów.

## Ordery i odznaczenia
- Krzyż Niepodległości
- Srebrny Krzyż Zasługi
- Medal Pamiątkowy za Wojnę 1918-1921 „Polska Swemu Obrońcy”
- Medal Dziesięciolecia Odzyskanej Niepodległości
- Srebrny Medal za Długoletnią Służbę
- Brązowy Medal za Długoletnią Służbę
- Medal Zwycięstwa i Wolności 1945
- Odznaka Grunwaldzka
- Odznaka Pilota nr 671 – 1924[6]